# فینال جام آزاد آمریکا ۲۰۰۹
فینال جام آزاد آمریکا لامار هانت ۲۰۰۹ در ۲ سپتامبر ۲۰۰۹ در استادیوم یادبود رابرت اف کندی در واشینگتن دی سی برگزار شد. فدراسیون فوتبال ایالات متحده این نود و ششمین دوره از قدیمی‌ترین مسابقات فوتبال ایالات متحده آمریکا بود. این رویداد ورزشی توسط سیاتل ساندرز اف سی به پیروزی رسید که دی سی یونایتد را ۲–۱ شکست داد. کلاید سیمز تک گل دی سی یونایتد را به ثمر رساند. فردی مونترو و راجر لوسک دو گل سیاتل را به ثمر رساندند تا این باشگاه به دومین تیم گسترش دهنده تاریخ لیگ برتر فوتبال (MLS) تبدیل شود که در فصل افتتاحیه خود قهرمان این مسابقات شده‌است.
دی سی یونایتد به عنوان مدافع عنوان قهرمانی رقابت‌ها وارد مسابقات شد. آنها قبلاً در سال ۱۹۹۶ نیز قهرمان این مسابقات شده بودند. هر دو ساندرز اف سی و دی سی یونایتد باید قبل از ورود به تورنمنت رسمی در دو مرحله مقدماتی برای تیم‌های MLS بازی می‌کردند. قبل از فینال، اختلاف نظر عمومی بین مالکان دو باشگاه در مورد انتخاب دی سی یونایتد برای میزبانی در زمین خانگی خود، یعنی استادیوم RFK، وجود داشت.
به عنوان قهرمان مسابقات، ساندرز اف سی در دور مقدماتی لیگ قهرمانان کونکاکاف ۲۰۱۰–۱۱ موفق به کسب مقام شد. این باشگاه همچنین یک جایزه نقدی ۱۰۰۰۰۰ دلاری دریافت کرد، در حالی که دی سی یونایتد به عنوان نایب قهرمان، ۵۰۰۰۰ دلار دریافت کرد.

## راه رسیدن به فینال
جام آزاد آمریکا یک رقابت سالانه فوتبال آمریکایی است که برای همه تیم‌های وابسته به فدراسیون فوتبال ایالات متحده، از تیم‌های باشگاهی بزرگسالان آماتور گرفته تا باشگاه‌های حرفه‌ای لیگ برتر فوتبال (MLS)، که تیم‌هایی در ایالات متحده و کانادا دارد، باز است. در سال ۲۰۰۹، لیگ برتر فوتبال مجاز به حضور هشت تیم از تیم‌های مستقر در ایالات متحده در مسابقات شد. شش تیم برتر MLS از فصل قبل به‌طور خودکار واجد شرایط شدند، در حالی که دو مکان باقی مانده توسط مسابقات مقدماتی تعیین شد. هشت ورودی MLS بازی را در دور سوم مسابقات آغاز کردند.
در سال ۲۰۰۹، MLS به بازار سیاتل گسترش یافت و یک تیم جدید به لیگ سیاتل ساندرز اف سی اضافه کرد. به عنوان یک تیم گسترش، آنها باید قبل از ورود به مسابقات، مسابقات مقدماتی را انجام می‌دادند. به همین ترتیب، دی سی یونایتد در میان شش تیم برتر MLS 2008 به پایان نرسید و بنابراین باید قبل از ورود به تورنمنت رسمی، مراحل مقدماتی را پشت سر می‌گذاشت.

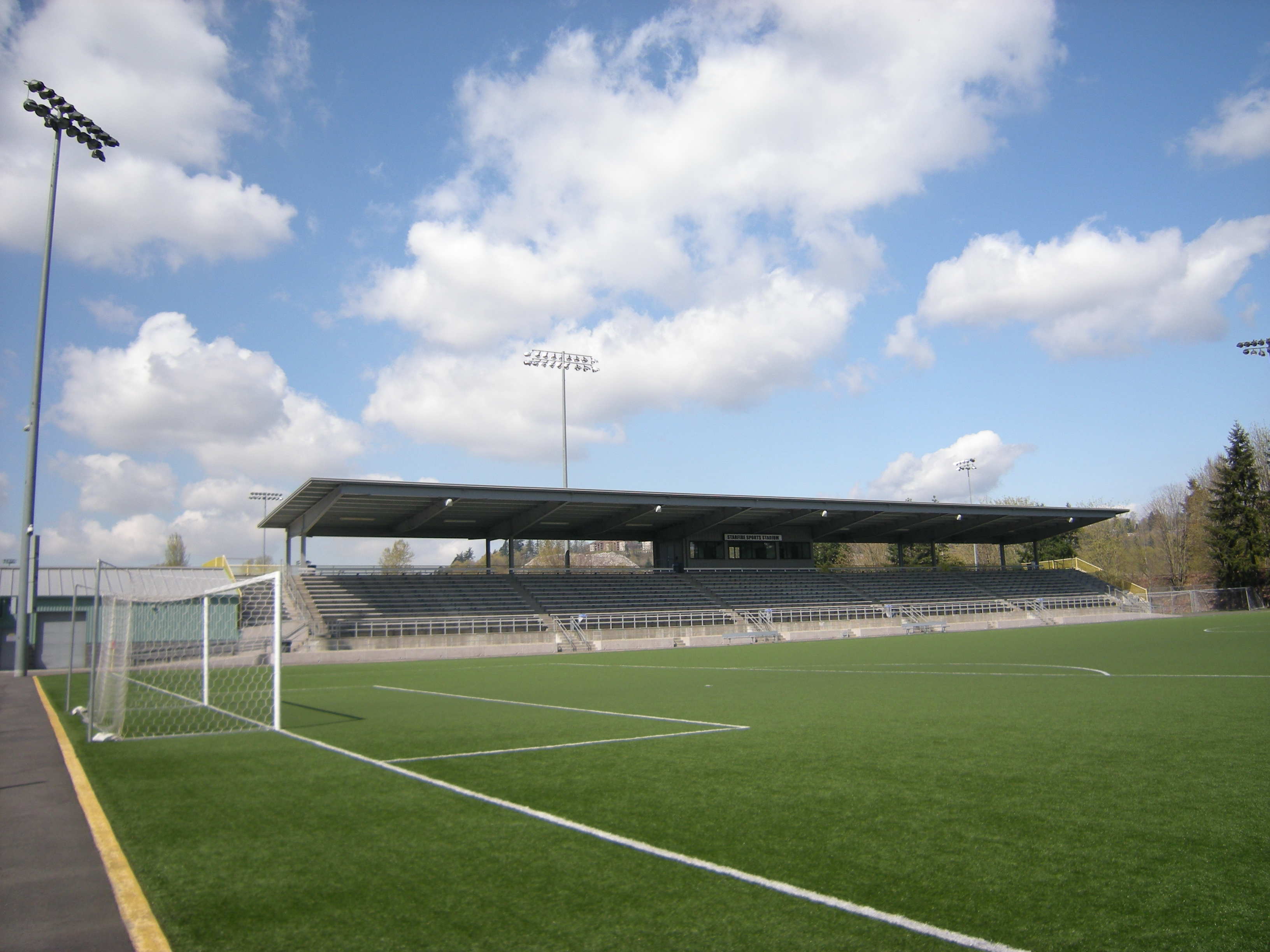
ساندرز اف سی میزبان مسابقات جام آزاد ایالات متحده در مجموعه ورزشی استارفایر بود.

سیگی اشمید، مربی تیم ساندرز اف سی، قبل از اولین بازی مقدماتی آنها مقابل رئال سالت لیک، تأکید کرد که جام آزاد آمریکا برای باشگاه مهم است و آنها برای بردن بازی می‌کنند. ساندرز اف سی بازی‌های خانگی جام آزاد آمریکا را در مجموعه ورزشی استارفایر در توکویلا، واشینگتن انجام داد. این مرکز کوچکتر از استادیوم خانگی باشگاه برای مسابقات لیگ، Qwest Field است، اما نمایندگان ساندرز FC جو در Starfire را برای مسابقات جام حذفی کوچکتر ترجیح دادند.
در ۲۸ آوریل ۲۰۰۹، ساندرز اف سی رئال سالت لیک را
۴–۱ در اولین مسابقه مقدماتی خود شکست داد. سباستین لو توکس دو گل به ثمر رساند و راجر لوسک سه پاس گل در مقابل تماشاگران فروخته شده در استارفایر به ثمر رساند. ساندرز اف سی دومین مسابقه مقدماتی خود را در ۲۶ می ۲۰۰۹ نیز در استارفایر میزبانی کرد، این بار مقابل کلرادو راپیدز. بازیکن تعویضی کوین فارست تک گل این مسابقه را به ثمر رساند که سیاتل با نتیجه ۱–۰ راپیدز را شکست داد و ورود آنها را به دور سوم مسابقات رسمی جام حذفی به عنوان یکی از هشت تیم نماینده MLS تضمین کرد.
در ۱ ژوئیه ۲۰۰۹، ساندرز اف سی به پورتلند سفر کرد و تیمبرز از لیگ دسته اول USL، رقیب تاریخی تیم را با نتیجه ۲–۱ در مقابل تماشاگران فروخته شده شکست داد. راجر لوسک و استفن کینگ هر دو برای سیاتل گلزنی کردند. هفته بعد، در یک مسابقه یک چهارم نهایی در استارفایر، ساندرز اف سی میزبان کانزاس سیتی را ۱–۰ در یک ضربه پنالتی در دقیقه ۸۹ توسط سباستین لو توکس شکست داد. سه هفته بعد، در ۲۱ ژوئیه، ساندرز اف سی بازی نیمه نهایی خود را ۲–۱ بر هیوستون دینامو در استارفایر برد. سیاتل زمانی که استفن کینگ یک گل به ثمر رساند، پنج دقیقه به وقت اضافه رسید و ساندرز اف سی را به فینال جام رساند.
باشگاه‌های MLS برای اولین بار در مسابقات جام آزاد ایالات متحده در سال ۱۹۹۶ شرکت کردند. دی سی یونایتد در آن سال برنده مسابقات شد و موفقیت خود را در سال ۲۰۰۸ تکرار کرد. در سال ۲۰۰۹، باشگاه دفاع از عنوان خود را در دور مقدماتی MLS آغاز کرد. این بدان معنا بود که آنها باید شش بازی را به جای چهار بازی لازم برای کسب جام در سال ۲۰۰۸ می‌بردند.
در اولین مسابقه مقدماتی خود در ۲۸ مارس ۲۰۰۹، آنها در ورزشگاه RFK در واشینگتن دی سی میزبان اف سی دالاس بودند. دومین مسابقه مقدماتی دی سی یونایتد نیز در استادیوم RFK در ۲۰ می ۲۰۰۹ برگزار شد. در یک مسابقه پر امتیاز مقابل نیویورک ردبولز، دی سی با نتیجه ۵–۳ پیروز شد. کریس پونتیوس دو گل از پنج گل یونایتد را به ثمر رساند و به دور سوم مسابقات رسمی دی سی راه یافت.
در ۳۰ ژوئن ۲۰۰۹، دی سی یونایتد رقابت‌های جام حذفی را در برابر تیم Ocean City Barons لیگ برتر توسعه USL آغاز کرد. این مسابقه که به میزبانی یونایتد در مریلند ساکرپلکس در بویدز ، مریلند برگزار شد، با برتری ۲–۰ دی سی به پایان رسید. به عنوان یک باشگاه رده چهارم، ترکیب بارون‌ها دارای بازیکنان آماتور بود در حالی که یونایتد فقط سه بازیکن معمولی داشت. این دیدار تا ۷۴ بدون گل باقی ماند دقایقی قبل از اینکه دی سی در یک ضربه پنالتی توسط کریستین گومز که دیرهنگام تعویض شد، پیش بیفتد. یک هفته بعد، در ۷ ژوئیه، دی سی یونایتد دوباره میزبان بازی یک چهارم نهایی خود در SoccerPlex بود و هریسبورگ سیتی جزیرهرز از دسته دوم USL را با نتیجه ۲–۱ شکست داد. در ۲۱ جولای ۲۰۰۹، دی سی یونایتد در مسابقه نیمه نهایی خود در ساکرپلکس میزبان تیم‌های سطح پایین دیگری بود. این بار آنها روچستر راینوس از دسته اول USL را با نتیجه ۲–۱ شکست دادند. بازی تا دقیقه ۸۲ مساوی ۱–۱ بود که گل بویزز خومالو دی سی را به فینال جام رساند.

## پیش بازی

### انتخاب محل برگزاری

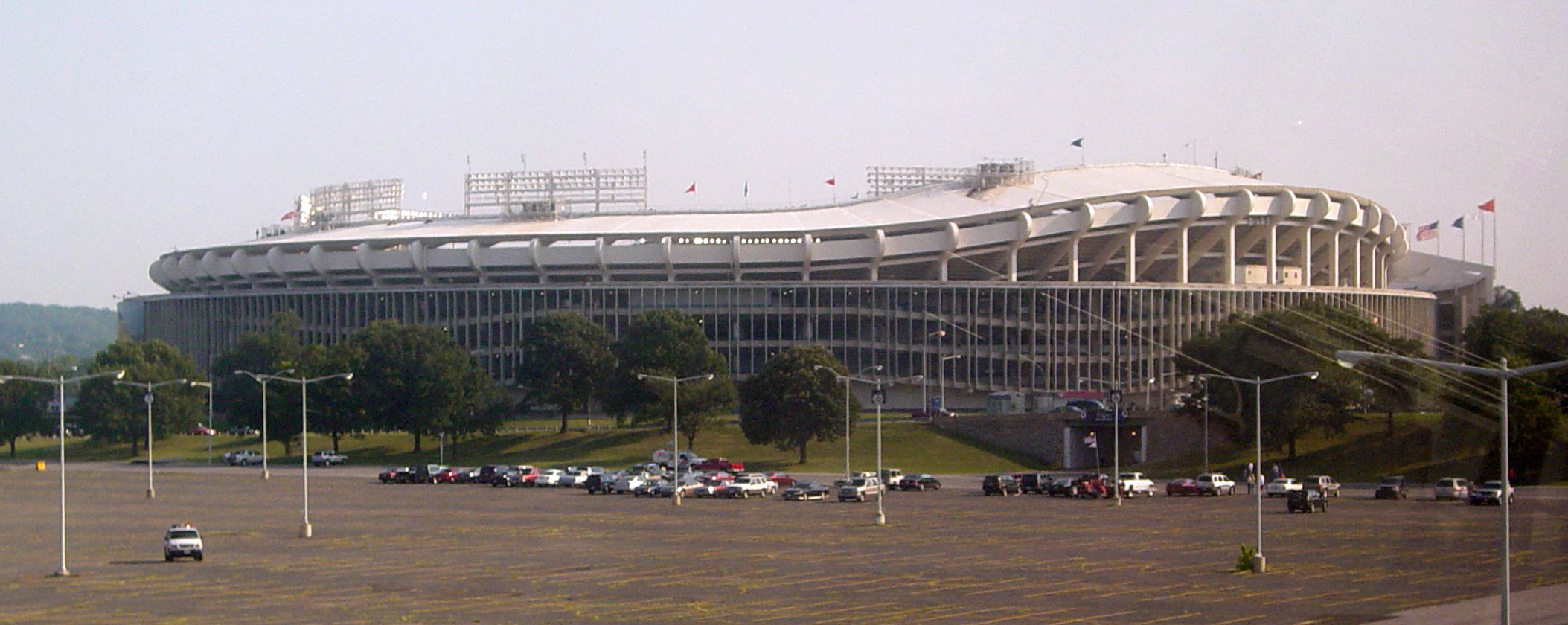
ورزشگاه RFK به عنوان میزبان فینال جام حذفی انتخاب شد.

راهر دو سیاتل ساندرز اف سی و دی سی یونایتد برای میزبانی فینال به US Soccer پیشنهاد دادند. پیشنهاد دی سی یونایتد شامل پیشنهاد میزبانی مسابقه در استادیوم RFK، استادیوم خانگی آنها در واشینگتن دی سی با ظرفیت ۴۵۵۹۶ نفر بود. پیشنهاد Sounders FC برای میزبانی مسابقه در Qwest Field، استادیوم خانگی آنها در سیاتل، با ظرفیت ۳۲٬۴۰۰ برای مسابقات فوتبال، پیشنهاد شد. روند انتخاب پیشنهاد برنده خصوصی نگه داشته شد. زمانی که پیشنهاد دی سی یونایتد انتخاب شد، مدیر کل ساندرز اف سی آدریان هانوئر ابراز تردید کرد که این پیشنهاد بهتر از پیشنهاد سیاتل بوده‌است. او همچنین خاطرنشان کرد که اگر سیاتل میزبان این مسابقه بود، احتمالاً تمام شده بود. این امر باعث پاسخ کوین پین، رئیس دی سی یونایتد شد، که استدلال کرد که دی سی یونایتد در مناقصه منصفانه برنده شده‌است و گفت که از اظهارات هانوئر آزرده خاطر شده‌است. به دنبال این اختلاف نظر عمومی، دی سی یونایتد یک کمپین بازاریابی برای فروش بیشتر بلیط‌های مسابقه راه اندازی کرد که شامل وب سایت جدیدی به نام WeWinTrophies.com بود که تاریخچه عناوین باشگاه را به عنوان یک امتیاز اصلی MLS نشان می‌داد. این کمپین همچنین نامه‌ای سرگشاده در روزنامه‌های محلی داشت که در آن بیان می‌کرد ساندرز اف سی و هوادارانش فکر نمی‌کردند دی‌سی شایسته میزبانی مسابقه باشد و هواداران دی‌سی را «استاندارد» حمایت در لیگ اعلام کردند. ویدئوهایی از افراد مشهور محلی در وبلاگ رسمی این تیم منتشر شد و از هواداران خواست تا در فینال شرکت کنند. تخفیف بلیت و قیمت ویژه امتیازات این مسابقه نیز به عنوان بخشی از تلاش بازاریابی ویژه فینال جام اعلام شد.

### تحلیل و بررسی
خطا: هیچ متنی برای گفتاورد وارد نشده است (or equals sign used in the actual argument to an unnamed parameter)

زیگفرید شمیت، Seattle Sounders FC Head Coach
قبل از دیدار در فینال جام آزاد ایالات متحده، ساندرز اف سی و دی سی یونایتد تنها یک بار در ۱۷ ژوئن در کیوست فیلد در سیاتل به مصاف هم رفته بودند. در آن دیدار، ساندرز اف سی برتری ۳–۱ نیمه دوم را با اجازه دادن به دی سی یونایتد برای زدن دو گل در اواخر بازی هدر داد. با تساوی ۳–۳ به پایان رسید.
از سال ۱۹۹۶، زمانی که تیم‌های MLS برای اولین بار در مسابقات شرکت کردند، تیم میزبان ۹ بار پیروز شده بود و تنها دو بار در بازی نهایی شکست خورد. سیگی اشمید، مربی تیم ساندرز اف سی در مورد آنچه تیمش به بازی می‌آورد، اظهار داشت: «ما یک لیست تمیز به ارمغان می‌آوریم. ما هیچ تجربه منفی در بازی‌های قهرمانی نداشته‌ایم، بنابراین می‌خواهیم فقط یک میراث مثبت برای تیم خود بسازیم و می‌دانیم که فرصتی برای تاریخ سازی برای تیم خود داریم. هر بازیکنی این را می‌داند و این چیزی است که ما می‌خواهیم تلاش کنیم و انجام دهیم.» دی سی یونایتد قبلاً دو بار در سال‌های ۱۹۹۶ و ۲۰۰۸ قهرمان جام آزاد آمریکا شده بود و این چهارمین حضور آنها در فینال مسابقات بود. کوین پین، رئیس دی سی یونایتد به سادگی گفت: «ما می‌خواهیم هر چیزی را که وارد می‌کنیم برنده شویم.»
مدیر کل ساندرز اف سی آدریان هانوئر در مورد تمایل باشگاهش برای بردن جام و حضور در لیگ قهرمانان کونکاکاف اظهار داشت: «این یک قدم به سوی هدف اعلام شده ما برای رقابت در مسابقات قهرمانی باشگاه‌های جهان است، زیرا برنده لیگ قهرمانان کونکاکاف یک قهرمانی را به دست می‌آورد. حضور در مسابقات قهرمانی باشگاه‌های جهان.»

## همخوانی داشتن
فینال جام آزاد آمریکا ۲۰۰۹ در ۲ سپتامبر در استادیوم RFK در واشینگتن دی سی برگزار شدمجموع هوادار در این مسابقه شرکت کردند۱۷۳۲۹ که بسیار کمتر از ظرفیت موجود استادیوم است. تقریباً ۲۰۰ طرفدار ساندرز اف سی در عرشه بالایی کنار هم نشسته بودند. هم مسافت سفر و هم برنامه‌ریزی اواسط هفته، حضور هواداران سیاتل را دشوار می‌کرد. پوشش زنده تلویزیونی در سطح ملی توسط کانال Fox Soccer ارائه شد.

### نیمه اول
هر دو باشگاه در مسابقات قبلی مسابقات از ترکیبی از بازیکنان ذخیره و بازیکنان اصلی استفاده کرده بودند، اما برای فینال هیچ‌یک از تیم‌ها از بازیکنان ذخیره در ترکیب اصلی خود استفاده نکردند، سیاتل با آرایش ۴-۴-۲ وارد زمین شد در حالی که دی سی یونایتد با آرایش ۳-۴-۳ بود. این دیدار از ساعت ۷:۳ دقیقه آغاز شد بعد از ظهر به وقت محلی
۵ دقیقه بعد از بازی، کریس پونتیوس، بازیکن سال اول دی سی یونایتد، اولین فرصت آن شب را داشت که لئوناردو گونزالس، مدافع ساندرز اف سی را پشت سر گذاشت و پاس مورب را از کلاید سیمز دریافت کرد. با این حال، به دلیل سختی زاویه شوت، ضربه پونتیوس از بالای دروازه دورتر بود. در دقیقه۱۰، فردی مونترو، مهاجم تیم ساندرز اف سی از فاصله نزدیک به سمت دروازه شوت کرد، اما جاش ویکس، دروازه‌بان دی سی، ضربه را دفع کرد. هفت دقیقه بعد، کریستین گومز با یک ضربه ایستگاهی مستقیم از ۲۸ یارد (۲۶ متر) موقعیت گلزنی داشت. اما ضربه پایین او در فاصله کمی از هدف پیچید. در دقیقه ۱۸، سباستین لو توکس، هافبک سیاتل، توپی را به فردی هم تیمی خود وارد کرد، که ضربه او به سمت دروازه به سختی توسط ویکس قطع شد و او با پا به بیرون ضربه زد و ضربه را مهار نمود.

### نیمه دوم
در حالی که بازیکنان برای نیمه دوم وارد زمین شدند، تام سوهن، مربی دی سی، تصمیم گرفت تا سانتینو کوارانتا را جایگزین فرد، که در نیمه اول غیر فاکتور بود، کند. در دقیقه ۶۰، گومز، پونتیوس و لوسیانو امیلیو در محوطه جریمه یا محوطه ۱۸ قدم سیاتل برای ۱ موقعیت برای یونایتد با هم ترکیب شدند، اما پونتیوس ضربه را اشتباه زد که باعث به مهار آسان گلر سیاتل، کیسی کلر شد. هفت دقیقه بعد، فرصت ناموفق دیگری برای دی سی یونایتد منجر به ضد حمله ساندرز اف سی شد که ضربه فردی لیانگبرگ توسط ویکس دفع شد. ریباند در مقابل فردی مونترو قرار گرفت، او ابتدا پاهایش را به هم زد و توپ را وارد دروازه کرد و باعث برتری ۱–۰ ساندرز اف سی شد. پس از گل، جاش ویکس، دروازه‌بان دی سی یونایتد که ناامید شده بود، در حالی که مونترو هنوز روی زمین بود، پای او را کوبید. پس از همفکری با داور چهارم، داور الکس پروس به دلیل رفتار ویکس کارت قرمز نشان داد و او را از بازی اخراج کرد. میلوش کوچیچ، دروازه‌بان ذخیره یونایتد، پس از این اتفاق به جای کریستین گومز تعویض شد و دی سی تا پایان بازی با ۱۰ بازیکن بازی کرد.
علیرغم اینکه دی سی یونایتد یک مرد بود، مالکیت توپ را در حالی که بازی به سمت تمام وقت پیش می‌رفت در اختیار داشت کرد. تنها ۴ دقیقه قبل از پایان بازی، سباستین لو توکس از سیاتل، دفاع دی سی، دژان یاکوویچ را از توپ خارج کرد، به سمت دروازه دریبل زد و سپس یک پاس مرکزی برای هم تیمی اش راجر لوسکه داد که گل به ثمر برسد و پیروزی سیاتل را به ۲–۰ افزایش داد. با گذشت زمان، یونایتد ناامیدانه همه بازیکنان را به جلو پرتاب کرد و در دقیقه ۸۹ زمانی که سیمز پس از یک ضربه ایستگاهی Quaranta، یک توپ شل را به خانه زد، توانست اختلاف امتیاز را به یک کاهش دهد. در طول پنج دقیقه وقت تلف شده، دی سی با سانترها و شوت‌های مکرر تلاش کرد تا گل تساوی را به ثمر برساند.
در پایان، ساندرز اف سی توانست در مقابل فشار دیرهنگام دی سی برای پیروزی ۲–۱ مقاومت کند و تبدیل به دومین تیم گسترش دهنده م ال اس در تاریخ لیگ شد (شیکاگو فایر اولین بود) که در فصل افتتاحیه جام آزاد ایالات متحده را برنده شد. بازیکنان و مربیان پس از سوت پایان به داخل زمین دویدند، با هم بالا و پایین پریدند و با عجله به گوشه ای از زمین رفتند تا از تشویق هواداران ساندرز اف سی در عرشه بالایی استقبال کنند.

### جزئیات بازی
|  | v |  |
|  | - |  |
|  |   |  |

| D.C. United | Seattle Sounders FC |

| بازیکن برتر مسابقه:{{سخ}} فردی مونترو داور:{{سخ}} الکس پروس{{سخ}} کمک داوران:{{سخ}} گرگ بارکی{{سخ}} راب فریدی{{سخ}} داور چهارم:{{سخ}} اندرو چاپین |

### آمار
ریتینگ
کلی
|                  | دی سی یونایتد | صدا دهنده‌ها اف سی |
| ---------------- | ------------- | ----------------- |
| گل‌های زده شده    | ۱             | ۲                 |
| مجموع ضربات      | ۱۸            | ۱۵                |
| شوت به سمت هدف   | ۷             | ۷                 |
| ذخیره می‌کند      | ۵             | ۶                 |
| ضربات کرنر       | ۵             | ۵                 |
| خطاهای انجام شده | ۴             | ۱۳                |
| آفساید           | ۱             | ۲                 |
| کارت‌های زرد      | ۰             | ۳                 |
| کارت‌های قرمز     | ۱             | ۰                 |

## پست مسابقه
در کنگره خبری پس از بازی، جاش ویکس در مورد اخراج خود صحبت کرد و گفت: "این یک اشتباه از طرف من بود و باید عبرت خود را یاد بگیرم. داور چهارم تماس گرفت و داور تصمیم نهایی را گرفت. همین بود. من هیچ بهانه ای برای آن ندارم فوق العاده، بسیار، بسیار باعث افسوس خوردن ." یک ماه پس از این حادثه، US Soccer اعلام کرد که ویکس از مسابقات جام آزاد آمریکا برای ۵ مسابقه محروم
خواهد شد.
پس از برد، بسیاری از هواداران ساندرز اف سی در فرودگاه بین‌المللی کینگ کانتی جمع شدند تا از تیم در بازگشت به سیاتل استقبال کنند. این جام در چندین رویداد در اطراف سیاتل در هفته‌های پس از پیروزی ساندرز اف سی به نمایش گذاشته شد. در ۱۹ سپتامبر، جام به طرفداران ساندرز اف سی اهدا شد تا در مسابقه مارس قبل از بازی لیگ ساندرز اف سی در کیوست فیلد مقابل چیواس ایالات متحده حمل کنند.
با برنده شدن در مسابقات جام آزاد ایالات متحده، ساندرز اف سی در دور مقدماتی لیگ قهرمانان کونکاکاف ۲۰۱۰–۱۱ موفق به کسب مقام شد. سیاتل همچنین جایزه نقدی ۱۰۰۰۰۰ دلاری را دریافت کرد در حالی که دی سی یونایتد به عنوان نایب قهرمان مسابقات ۵۰۰۰۰ دلار دریافت کرد. کوین فارست که گل برد او در بازی در تقابل
کلرادو باعث شد تا ساندرز اف سی به مسابقات راه یابد، علیرغم آزاد شدن توسط تیم قبل اماسبقه اخرال، سهمی از جایزه و یک مدال دریافت کرد.
در ژانویه ۲۰۱۰، موفقیت باشگاه در مسابقات جام آزاد ایالات متحده در میان دلایل متعددی که سنای ایالت واشینگتن قطعنامه ای را برای تجلیل از ساندرز اف سی تصویب کرد ذکر شد.
در ۵ اکتبر ۲۰۱۰، سیاتل به مسابقه نهایی بازگشت و کلمبوس کرو را ۲–۱ شکست داد تا قهرمان جام آزاد ایالات متحده شود. این بار باشگاه Sounders FC میزبان فینال در Qwest Field بود و با حضور ۳۱۳۱۱ نفر، رکورد ۸۱ ساله این رویداد را شکست.